# Jockey Club de São Paulo
O Jockey Club de São Paulo é a entidade que administra e detém a propriedade do Hipódromo de Cidade Jardim. Foi fundado em 14 de março de 1875, sob o nome de "Club de Corridas Paulistano". Sua primeira praça de corridas foi o Hipódromo da Mooca, na Rua Bresser. Inicialmente havia uma determinação para que o novo hipódromo fosse situado no Ibirapuera. No entanto, mais tarde, em 25 de janeiro de 1941, foi inaugurado o atual hipódromo da Cidade Jardim, que buscou corresponder as modernidades atuando como palco de diversos eventos como feiras, desfiles de moda, algumas festas, entre outros, instalado no bairro de Jardim Everest, distrito do Morumbi, em São Paulo.
O terreno em que se encontra o atual Jockey Club de São Paulo foi uma doação da Companhia Cidade Jardim, que entendia a necessidade de um espaço maior que atendesse às demandas do público e concebido pelo então Prefeito de São Paulo e Presidente do Jockey Club, Fábio Prado. O hipódromo foi então construído nos 600.000 metros às margens do Rio Pinheiros, ainda não retificado na época, entre os anos de 1937 e 1941. O projeto foi feito por Elisário Bahiana, arquiteto brasileiro e posteriormente remodelado pelo arquiteto francês Henri Sajous.
Apesar da localização do novo hipódromo, a sede social do clube ainda permaneceu nas proximidades de seu local de origem, à rua do Rosário. Dali, mudou-se para a rua São Bento em 1917, depois para a rua 15 de Novembro, Praça Antônio Prado e, finalmente, nos anos 60, para a localização atual, situada à rua Boa Vista, no centro da cidade. O Jockey Club também possui o Centro de Treinamento de Campinas, na cidade homônima, situada no interior do estado de São Paulo, no local onde funcionou o Hipódromo Boa Vista.

## História

### Origens
A entidade constituiu-se por efeito da paixão que um republicano tinha por cavalos. Apesar da sede atual do Jockey Club de São Paulo só ter sido inaugurada em 1941, a história desta associação já marca mais de 100 anos. Em março de 1875, foi inaugurado o então Club de Corridas Paulistano tendo como um dos mais importantes fundadores Antonio da Silva Prado, que tinha na época 23 anos. A Diretoria ainda era composta pelo presidente Rafael Aguiar Pais de Barros, formado em direito e reconhecido como o patriarca do turfe. Após viagem para a Inglaterra, onde conheceu o esporte, o fundador do clube buscou os meios para criar o Club de Corridas na cidade de São Paulo que tinha, na época, 25.000 habitantes. O espaço foi arrendado por 20 contos de réis em um terreno na várzea da Mooca.
O Jockey Club de São Paulo foi uma entidade formadora da elite empresarial paulistana. No início, uma seleção de 73 sócios dispunha de um capital de 9 contos e 90 mil réis. Rafael Aguiar Pais de Barros, junto com seus sócios, redigiu o regulamento de corridas e traçou as raias nas colinas da Mooca. Assim pôde ser inaugurada a primeira corrida no domingo de 29 de outubro de 1876. No evento, dois cavalos compareceram para disputar um prêmio de mil contos de réis do Governo da Província. Seus nomes eram Macaco e Republicano, o primeiro ainda desconhecido, de menor tamanho, enquanto o segundo apresentava mais vitórias. Entretanto, foi Macaco o primeiro cavalo a vencer uma corrida no Club correndo 1.609 metros em 2 minutos e 3 segundos, 2 segundos mais rápido que o adversário e contrariando as expectativas de quem assistia.
Há ainda registros da primeira mulher a praticar o turfe em São Paulo, Domitila de Castro, que venceu com 2 minutos e 9 segundos no terceiro páreo da corrida de 10 de julho de 1877. Posteriormente, mais corridas foram sediadas, tendo uma média de três a cinco eventos anualmente até 1886. É em 1881 que o clube passará a ser chamado oficialmente por Jockey Club, que até então era considerado o nome informal. Em 1888, uma crise decorrente da abolição da escravatura atinge o Jockey e no ano seguinte morre o presidente Rafael Aguiar, dando início a uma nova fase a partir de 1890.
A reabertura do Jockey sob a presidência de José de Souza Queirós foi reanimadora, mas sofreu altos e baixos por alguns anos. Em 1893 registrou até 41 corridas, mas ainda era seguida por outras dificuldades. Em 28 de abril de 1912, a pista do hipódromo da Mooca foi utilizada como pista de voo, com o Comandante Edu Chaves pilotando um aeroplano em direção ao Rio de Janeiro. Foi a primeira conexão feita entre as duas cidades por via aérea. Em 1920, há a melhora e ampliação do espaço, com o objetivo de abrigar mais 2.800 espectadores. Durante a Revolução Paulista de 1924, Revolução de 1930 e Revolução de 1932, as corridas precisaram ser suspensas, o que consequentemente resultou em momentos ruins para o Jockey.

### Nova sede

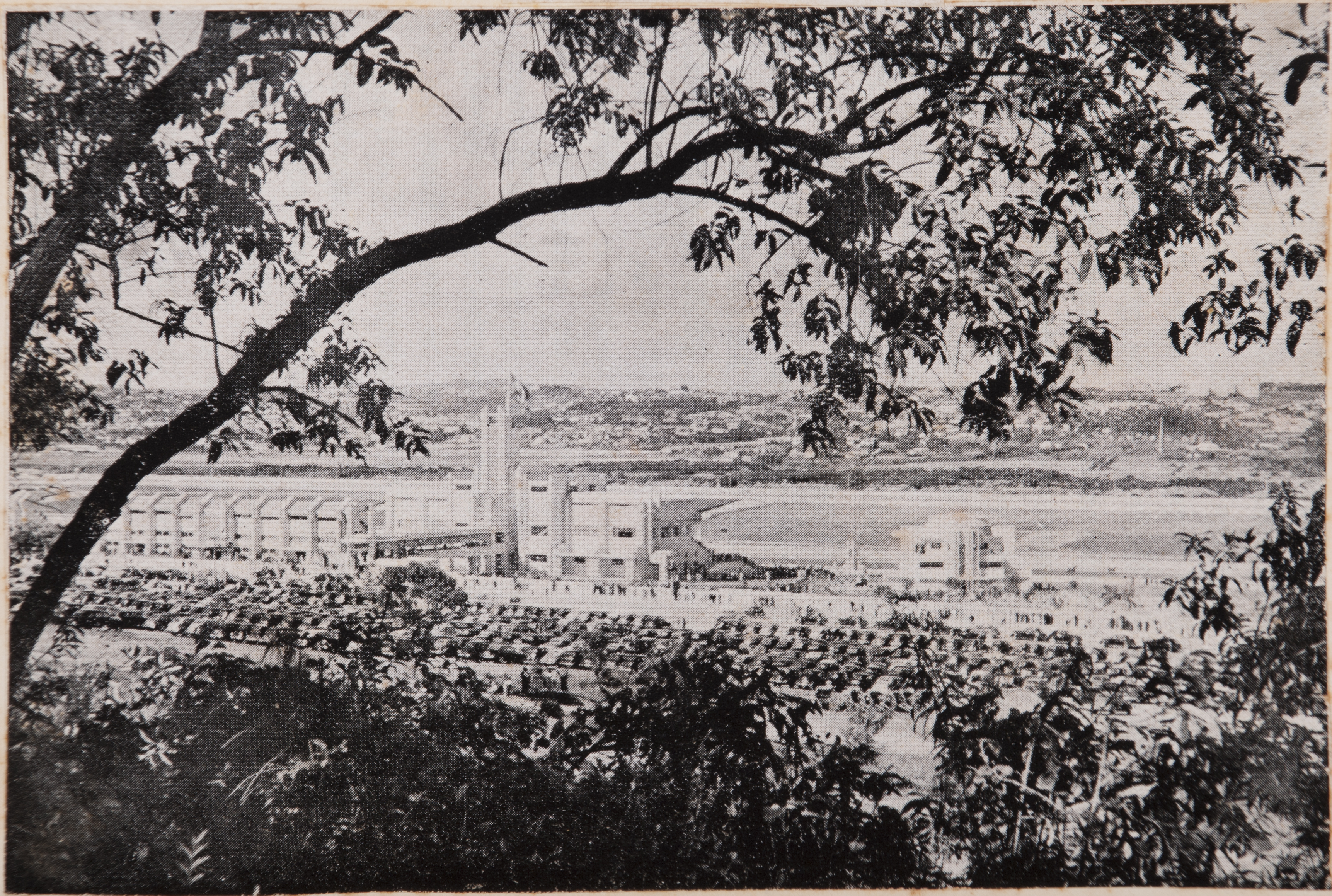
Fotografia do Jockey Club presente no acervo do Museu Paulista da USP

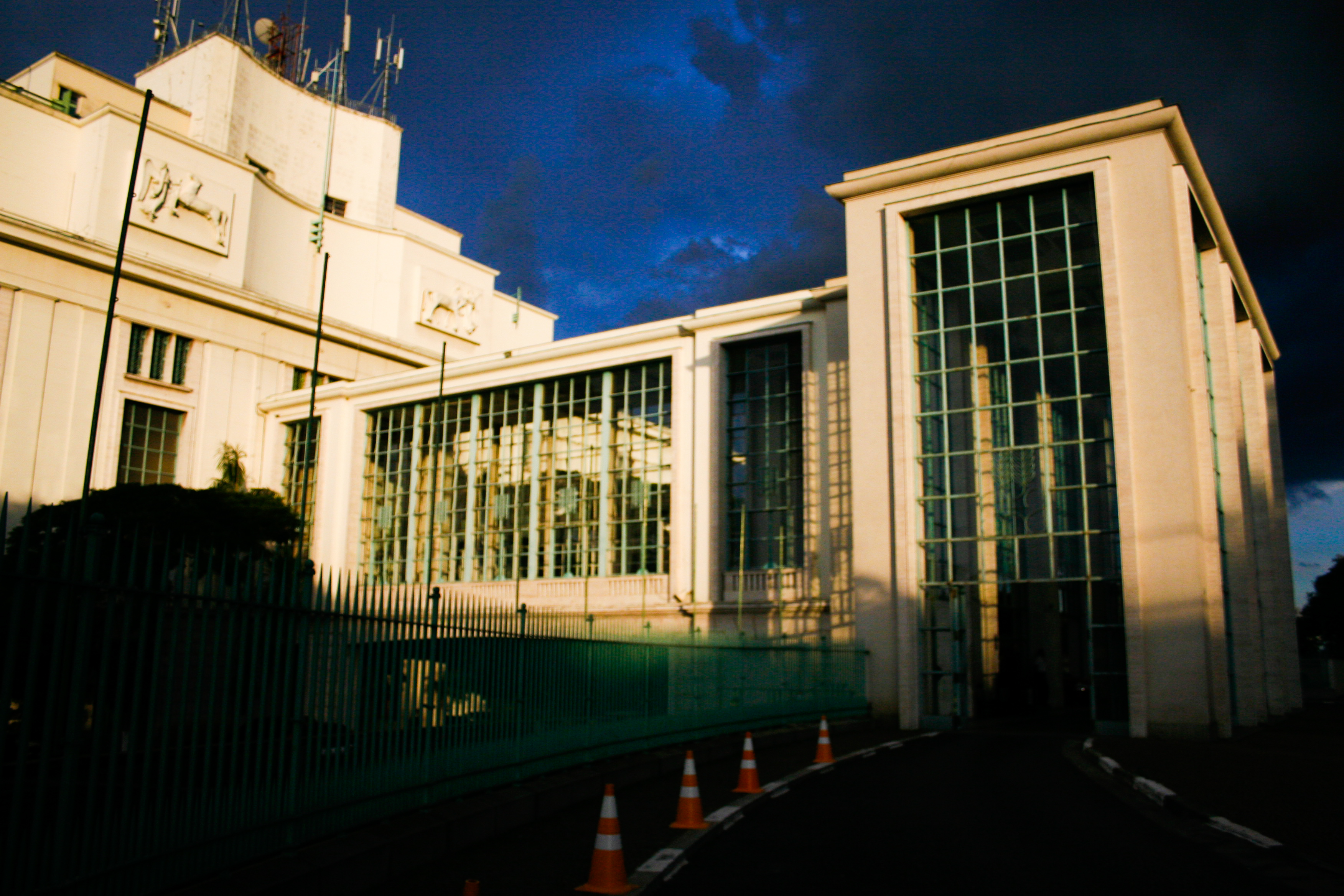
Fachada do Jockey Club ao anoitecer

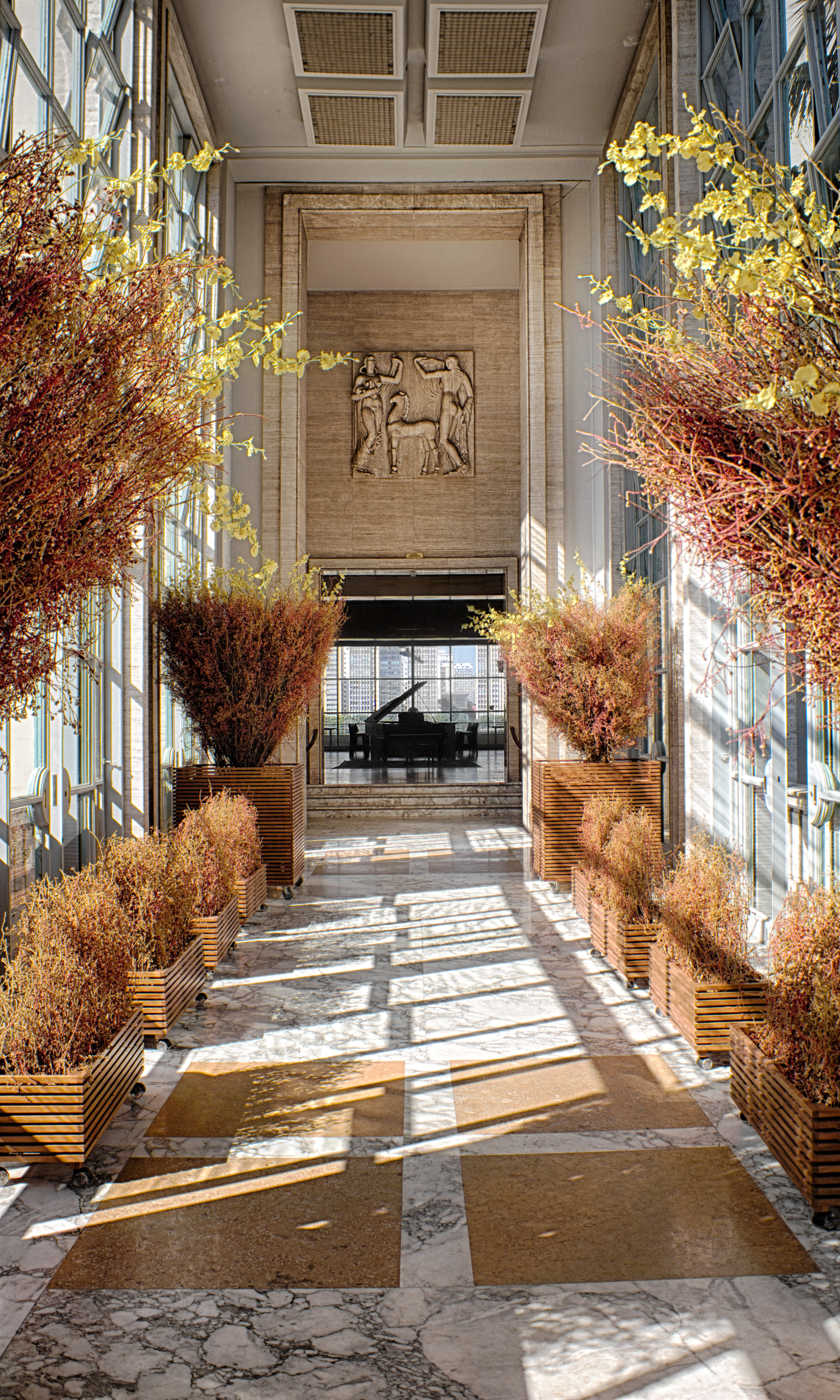
Entrada da atual sede do Jockey Club de São Paulo

Com a gestão de Luiz Nazareno de Assumpção, entre 1934 e 1941, mudanças primordiais marcariam mais um ciclo do Jockey. É no ano de 1941, no aniversário da cidade de São Paulo em 25 de janeiro, que ocorre a transferência da sede para o Hipódromo de Cidade Jardim, endereço atual da associação. Com a transição, mais modernidade e ambição surgiram na história do clube, significando melhorias na vida social e esportiva, enquanto o hipódromo da Mooca foi doado para a municipalidade.
A doação do terreno pela Companhia Cidade Jardim para a construção da nova pista de corridas definiu o futuro do Jockey Club. Até então, considerava-se o local onde hoje está situado o Parque Ibirapuera para a mudança. A localização à beira do Rio Pinheiros era uma região ainda pouco explorada e frequentada, sendo assim um motivo para expandir a cidade ainda em desenvolvimento.
Ao longo de sua história, a associação cumpriu funções políticas, sociais e culturais. Atualmente, o Jockey possui aproximadamente 1,4 mil cavalos da raça puro-sangue inglês, animais que disputam corridas aos sábados, domingos e às segundas-feiras. Os páreos são realizados em pistas de grama de 2.119 metros ou de areia, com 1.993 metros. O Grande Prêmio São Paulo é a principal competição do ano, disputada em uma pista de grama de 2.400 metros.

### Estado atual

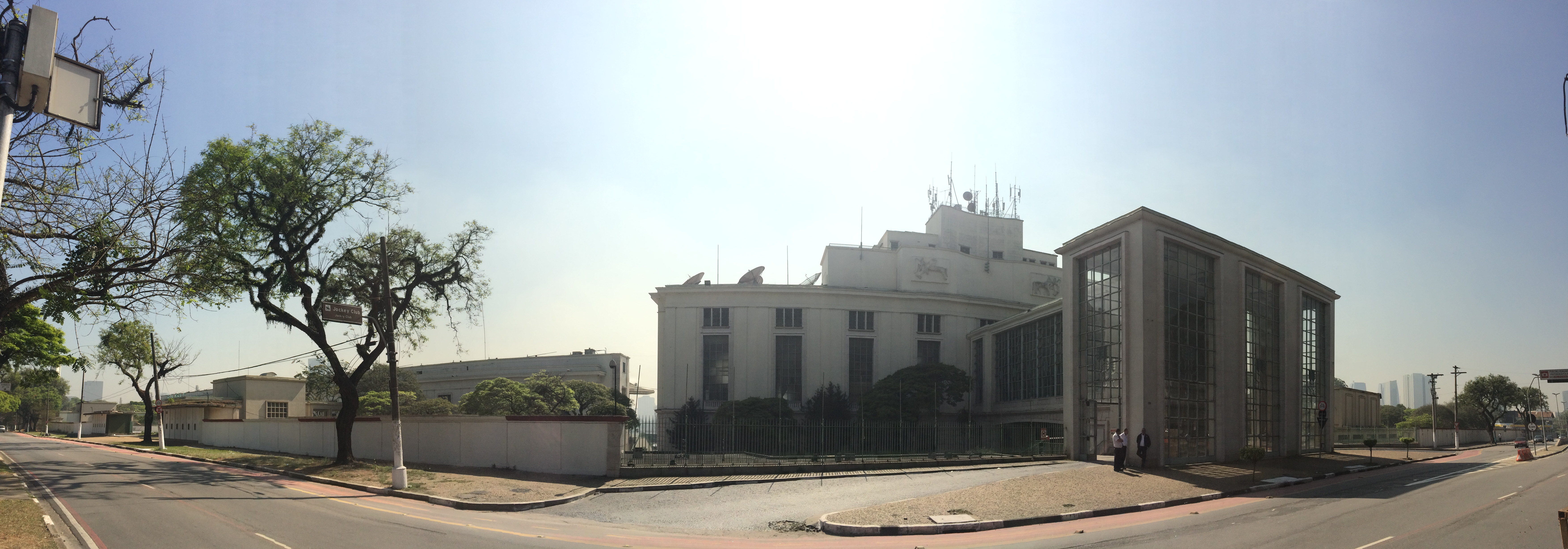
Panorama da fachada do Jockey Club, na Avenida Lineu de Paula Machado

A atual administração do Jockey Club pretende fazer uma nova reforma do hipódromo, tendo em vista uma restauração profunda das instalações, além de um novo modelo de gestão, com o objetivo de recuperar as dependências do clube, atraindo novos sócios e solucionando um significativo acúmulo de dívidas ao longo dos anos. Em 2016, a dívida com a prefeitura já estava em R$ 220 milhões. Mas também nesse mesmo ano, o clube colocou mais de cem peças em um leilão de obras de arte, com o intuito de quitar sua dívida de aproximadamente R$ 60 milhões.
No dia 14 de março de 2017 foi realizada a eleição para a nova gestão de administração do Jockey Club. A disputa foi entre a chapa atualmente regente, denominada "Jockey Club" (do vice-presidente Ricardo Vidigal) e a chapa "Jockey do Futuro" (do opositor, Benjamin Steinbruch). Após seis anos de tentativas, a chapa da oposição de Benjamin Steinbruch venceu e vai administrar o local por três anos, até a próxima eleição.

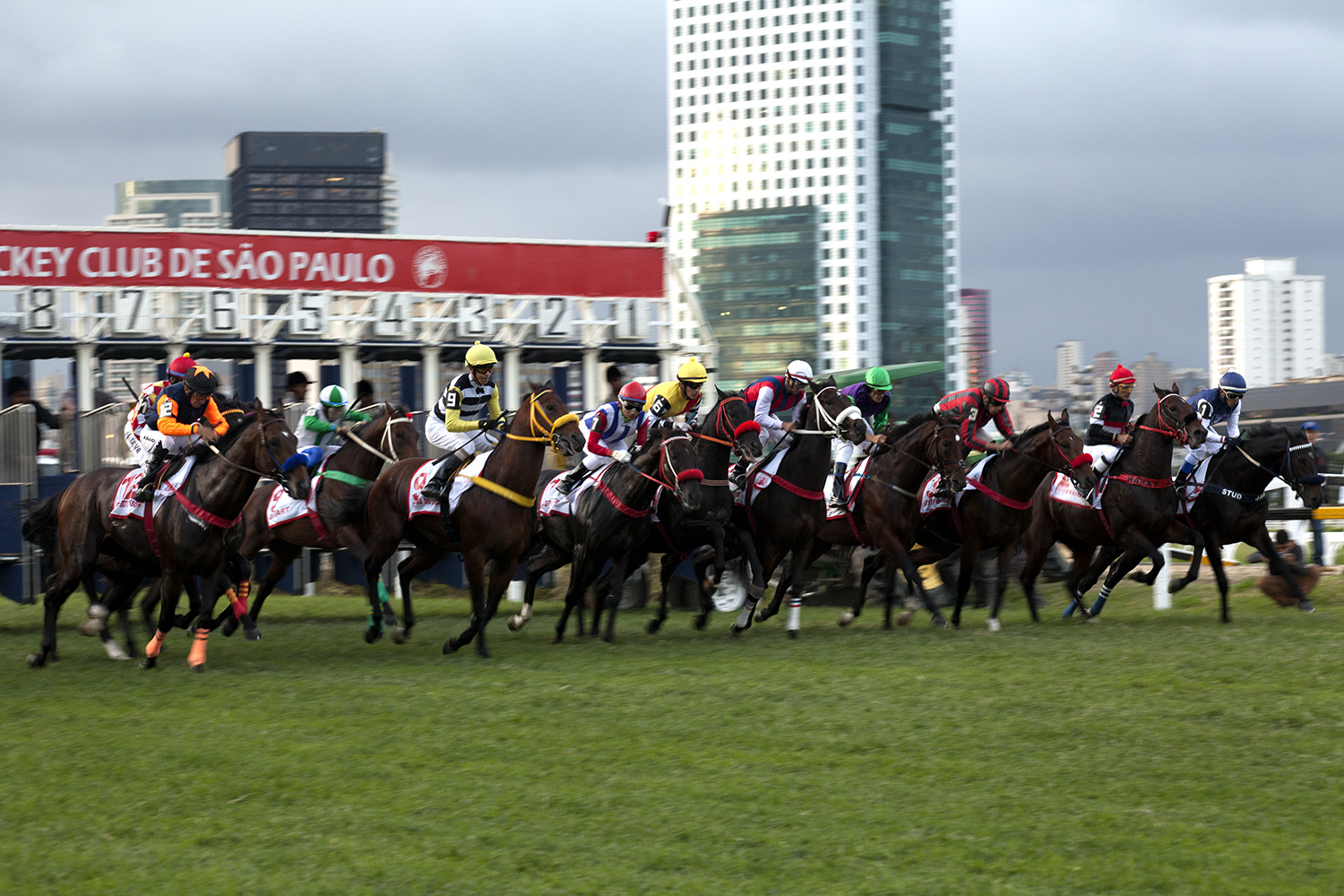
Último páreo do Grande Prêmio São Paulo de Turfe 2017

Como solução para a crise financeira do Jockey Club, o então prefeito da Cidade de São Paulo, João Doria, propôs que o local se tornasse um parque público, ideia que aparentemente era bem aceita tanto pela então nova administração quanto pela anterior. A área destinada para corrida de cavalos permaneceria; a ideia inicial de Doria, no entanto, era transformar o Jockey Club em um centro cultural.
O projeto de Doria incluía a restauração do patrimônio histórico e construção de uma ou duas torres utilizando parte do local onde encontram-se as cocheiras, sem prejuízo arquitetônico ou visual. Ali seria construido o Museu de Biodiversidade. Dessa forma, o Jockey quita sua dívida e a população paulistana ganha um novo parque com entrada gratuita.
Em 26 de junho de 2024, a Câmara Municipal de São Paulo aprovou o projeto de lei que proíbe o uso de animais em jogos de azar na capital. Com a nova lei, a Prefeitura quer transformar o Jockey Club em um parque. O projeto de lei, de autoria do vereador Xexéu Tripoli (União Brasil), estabelece a proibição de "atividades desportivas que utilizem animais, como corridas, disputas ou qualquer outra prova por meio digital ou virtual".
Em 2 de julho, a Justiça de São Paulo suspendeu a lei municipal que proibia o uso de animais em jogos de azar na capital. Na decisão, o relator José Damião Pinheiro Machado Cogan argumentou que os clubes que mantém a prática desportiva não podem ser punidos, já que o município "não é competente para legislar sobre corridas de cavalo".
Em 27 de agosto, o Órgão Especial do Tribunal de Justiça de São Paulo aceitou o pedido do Ministério Público e suspendeu liminarmente a lei municipal que proibia o uso de animais em jogos de azar na capital do estado. A lei atingia as corridas de cavalo do Jockey Club de São Paulo.

## Restaurantes
Criado em 2016, após a saída do Chef Pascal Valero, Villa Jockey é um restaurante e espaço de eventos elaborado para receber casamentos, aniversários, eventos corporativos e confraternizações. O local conta com dois salões, dois bares ingleses, varandas e tribunas de honra, além de acomodar em seus dois ambientes até 780 pessoas sentados ou 1280 para recepção em formato coquetel. O estacionamento possui capacidade para 2.000 veículos.
Inaugurado no dia 7 de setembro de 2016, Iulia é um restaurante e espaço de eventos que oferece culinária contemporânea que é comandado pelos irmãos Rodrigo e Ricardo Lima. O espaço localizado no Jockey Club também está aberto à realização de grandes eventos. O restaurante leva o nome Iulia em homenagem dos irmãos proprietários à memória de sua irmã Julia Lima; Iulia é Julia em Latim.

## Arquitetura
A proposta de Elisário Bahiana na arquitetura consiste em difundir o uso racional da nova tecnologia do concreto, juntamente com o emprego de elementos formais do repertório de tendências Art Déco. Seu projeto consistia em um conjunto de arquibancadas, pista, vila hípica, edifícios para a casa do engenheiro e prédio de atividades veterinárias. O estilo preterido pelo arquiteto tinha características futuristas para a época da construção, com pilares em forma de esfera, desenhos geométricos e ornamentos esculpidos em forma de cabeças de cavalos.
Na década de 50, o arquiteto Henri Sajous foi responsável pela remodelação dos principais prédios do Jockey Club, principalmente a arquibancada destinada aos sócios. Além disso, seu objetivo era ampliar as instalações, com novos projetos para hospital, casa do administrador, garagem, prédio da administração, novas cocheiras e aumento da sede social. O trabalho foi feito entre os anos 1946 e 1958 e incluiu no total mais 32 edificações. Como decoração do conjunto, 15 esculturas em travertino romano do brasileiro Victor Brecheret foram abrigadas nas instalações, sendo hoje o segundo maior acervo do artista.

### Tombamento
O Jockey Club de São Paulo é um patrimônio tombado pela Secretaria de Estado da Cultura. A resolução é de 19 de novembro de 2010.
O motivo de seu tombamento vem de sua importância histórica e cultural para São Paulo, desde seu surgimento até os dias atuais. O conjunto arquitetônico constitui parte integrante da paisagem da cidade, representando uma prática instrutiva da formação da elite paulistana, tanto na área esportiva quanto social. O Jockey Club definiu um papel histórico na urbanização e ocupação de São Paulo. Foi uma construção precursora ainda no século XX por sua dimensão simbólica, monumentalidade, além de requinte e sofisticação como reflexo da expressão de uma mentalidade e prática cultural relevante da história da sociedade. Ainda que seja uma propriedade privada e restrita, o Jockey apresenta uma possibilidade de lazer para a população, com uma diversidade de instalações e atividades. A sua primeira influência na história (politica) do país ocorreu logo após a sua inauguração, sob liderança de Raphael Aguiar Paes de Barros, que foi um dos principais representantes a favor da abolição da escravidão. Além disso o Jockey Club teve participação ativa na Proclamação da República, alguns momentos das Revoluções de 30 e 32, posicionando-se fortemente a favor da entrada do Brasil na Segunda Guerra Mundial ao lado das forças aliadas, recebendo a visita do candidato à presidência Juscelino Kubitschek em 1954 e repetindo esse fato em 2006 quando recebeu o então candidato à reeleição Luiz Inácio Lula da Silva.

## Acidente com helicóptero
No dia 10 de fevereiro de 2010, um helicóptero da Rede Record sofreu uma pane no sistema e caiu no Jockey Club. O piloto morreu na hora e o cinegrafista foi levado para o hospital com ferimentos graves. O helicóptero da Rede Globo registrou o momento da queda do Esquilo Águia Dourada. O acidente aconteceu por volta das sete e meia da manhã.

## Eventos

#### Corridas e caminhadas
- Disney Princesa Magical Run (2017)[27]
- WRun (2017)[28]
- 18ª Meia Maratona Internacional da Cidade de São Paulo (2017)[28]

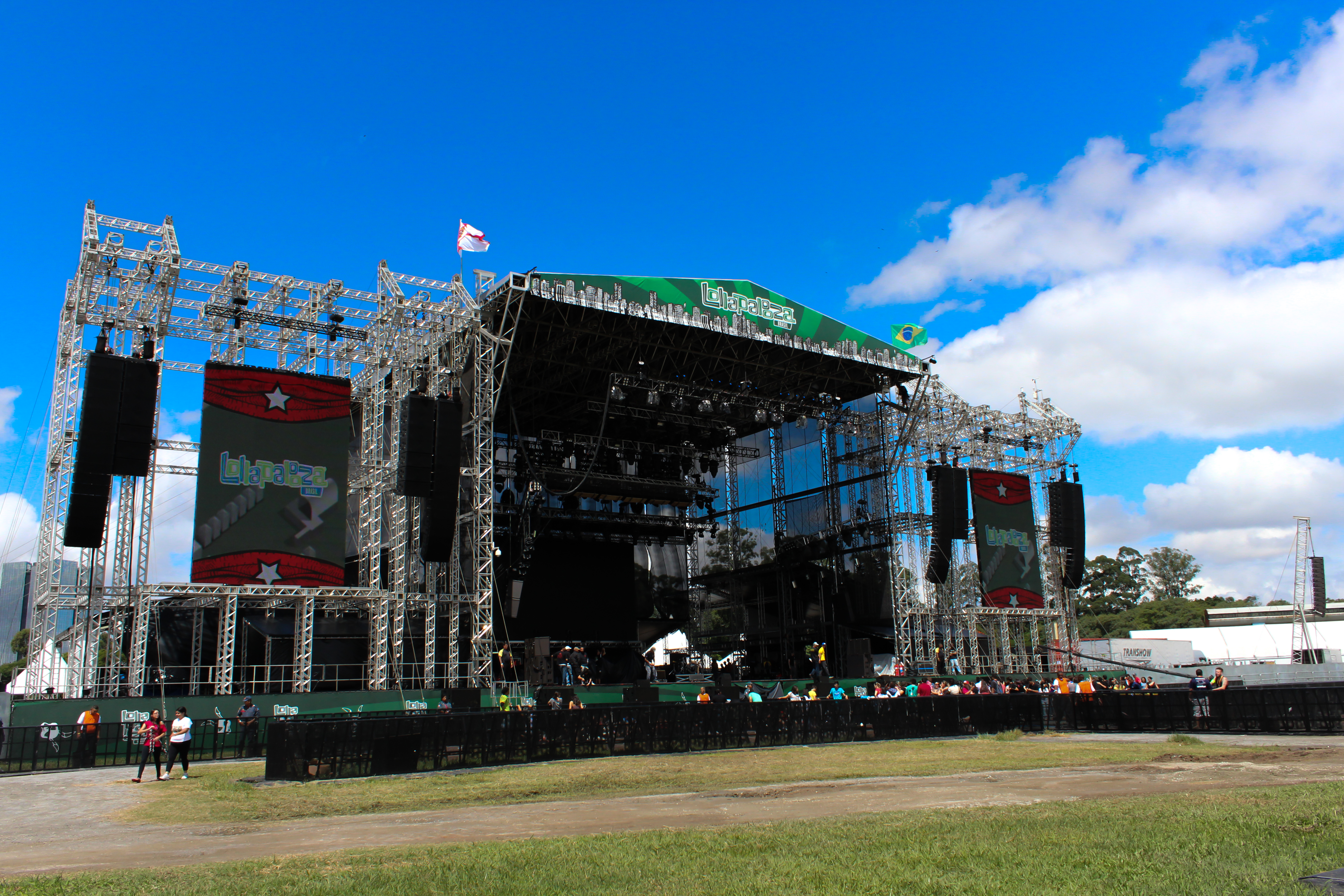
Palco da edição de 2013 do Lollapalooza Brasil, um dos principais eventos de entretenimento já realizados no Jockey Club

#### Festivais
- Free Jazz Festival (1998-2001)[29][30][31][32]
- Vivo Open Air (2004-2005, 2012 e 2015)[33][34][35][36]
- TIM Festival (2004)[37]
- Festival Telefônica Sonidos (2010-2011)[38][39]
- F1 Rocks (2010) - Organizado pela Fórmula 1 e LG.[40]
- Lollapalooza Brasil (2012-2013)[41][42]
- Planeta Terra Festival (2012)[43]
- Brahma Valley Festival (2015)[44]
- Electric Zoo (2017)[45]
- Dekmantel Festival (2017)[46]
- Shell Open Air (2017-2019)[47][48][49]
- São Paulo Oktoberfest (2019)[50]

#### Concertos
- Andrea Bocelli (2012)[51]
- Elton John (2013)[52]
- Gorillaz (2018)[53]

## Galeria

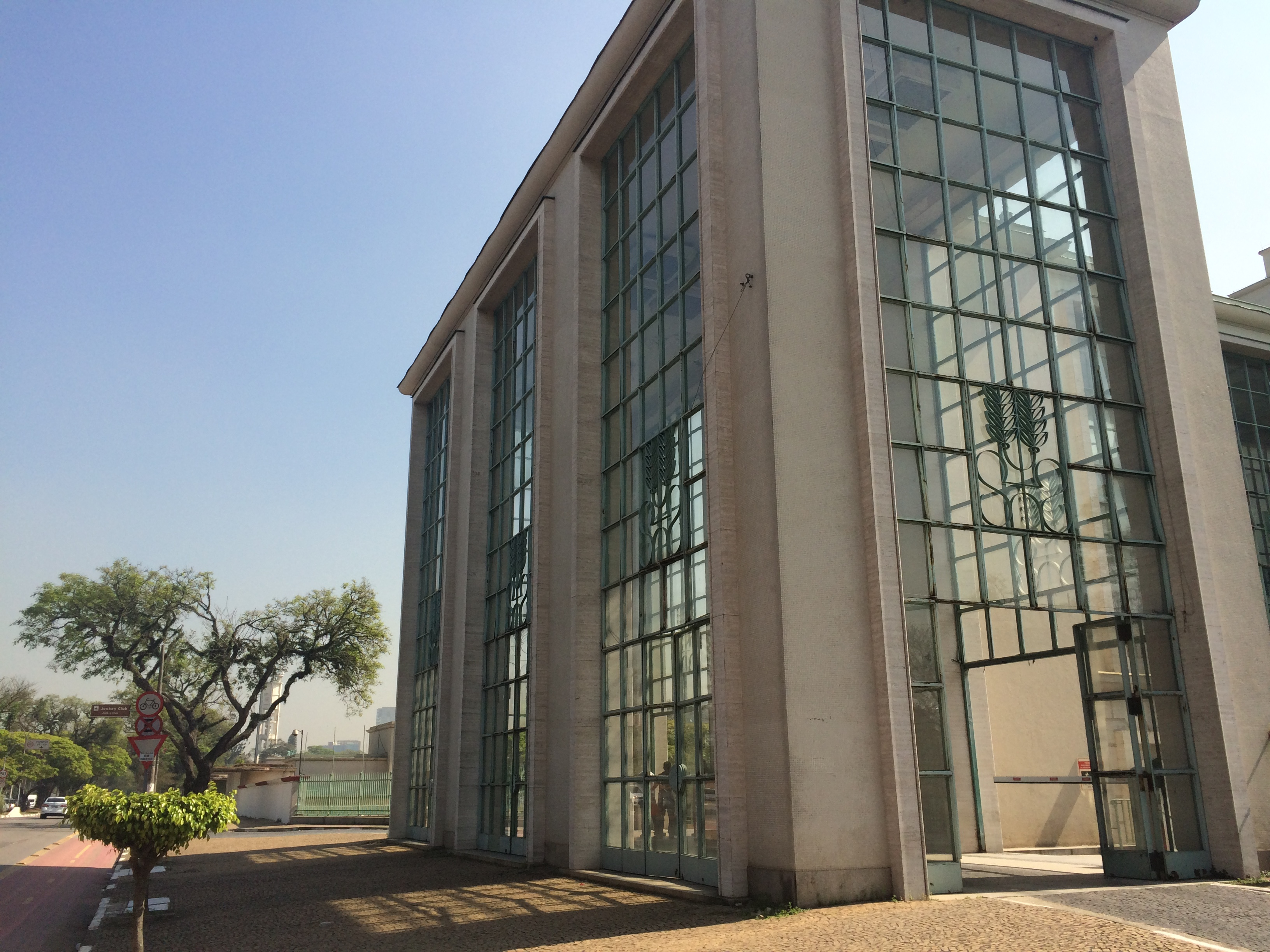
Portaria na Avenida Lineu de Paula Machado
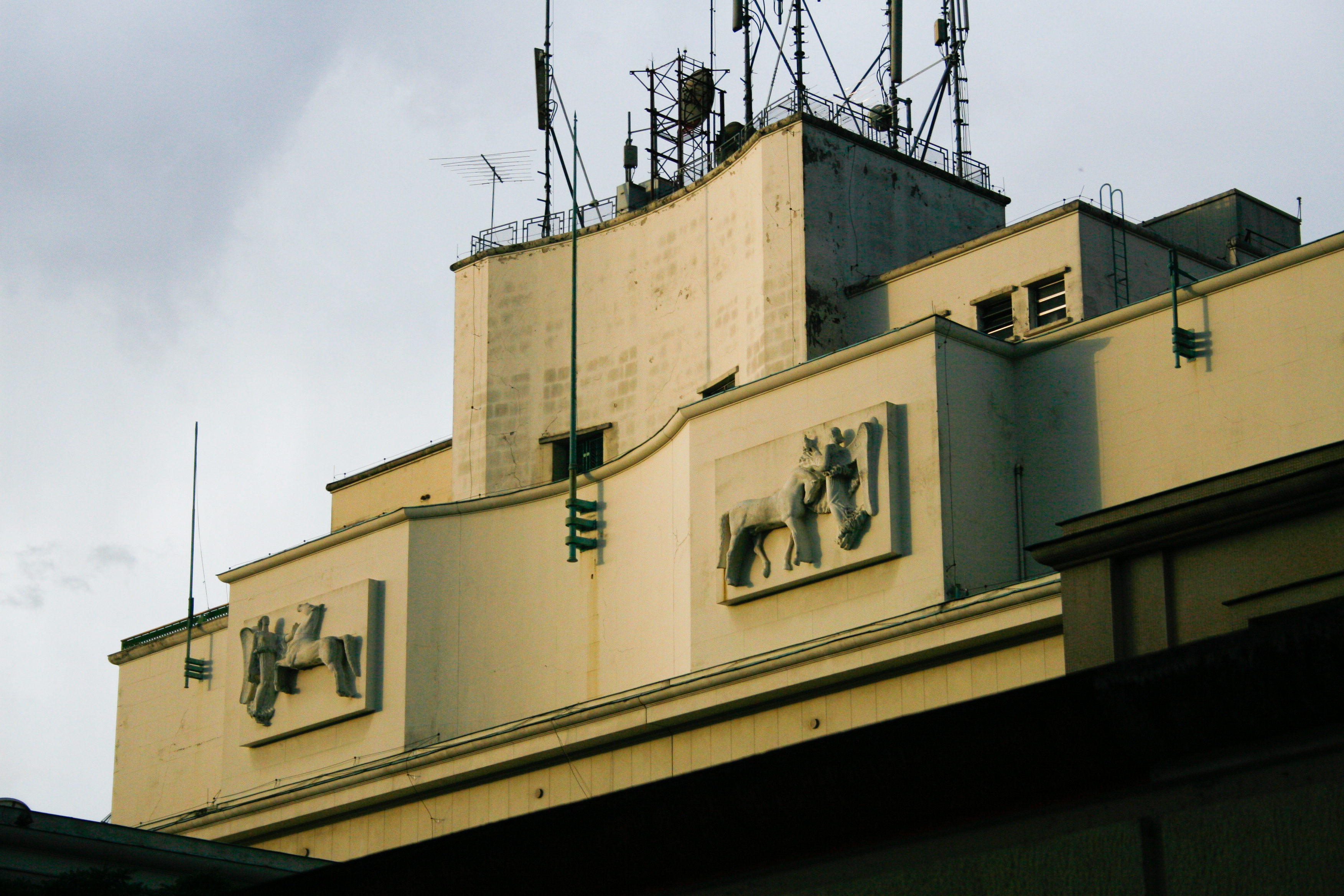
Detalhe do prédio na entrada principal
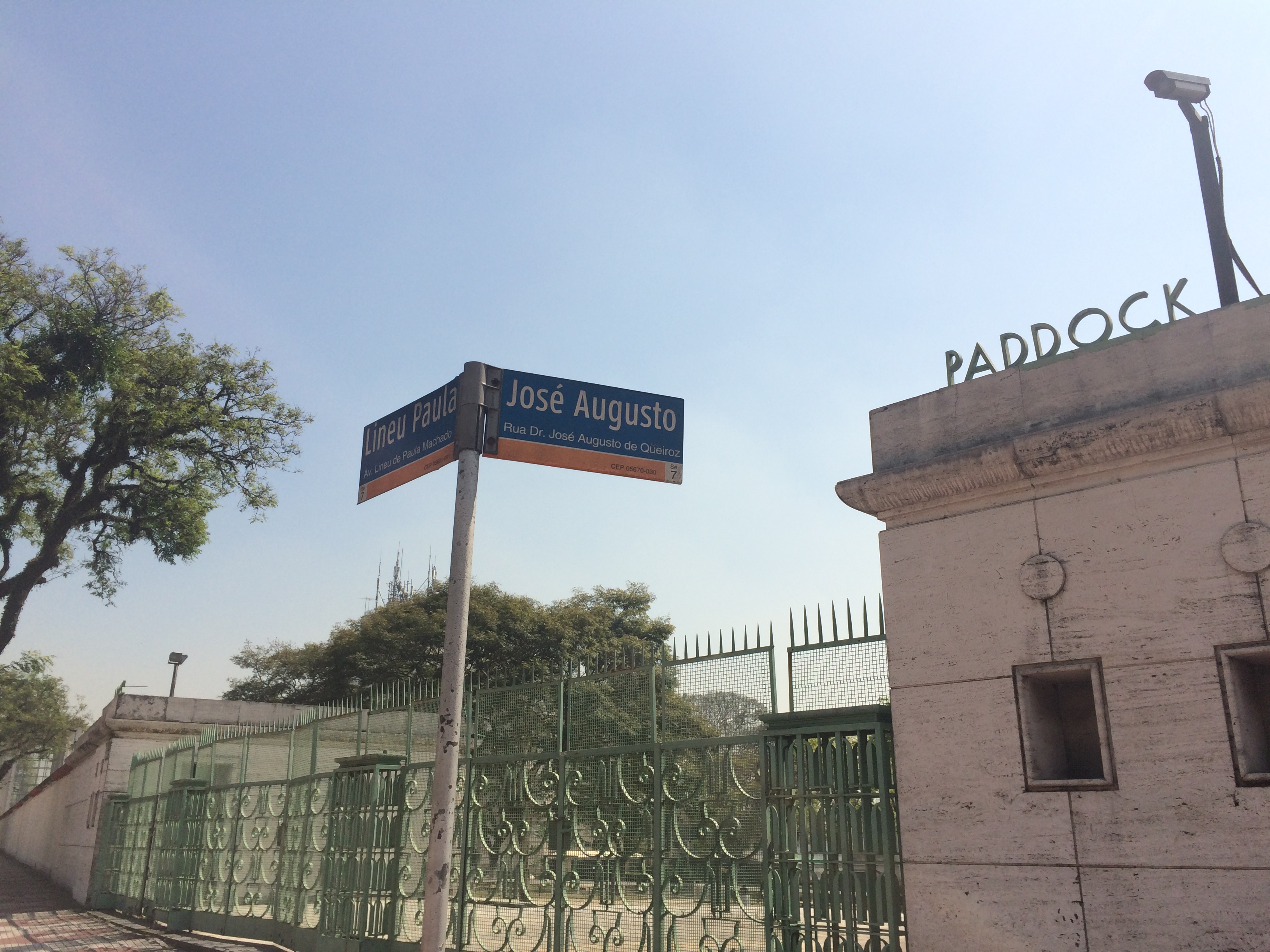
Esquina da Avenida Lineu de Paula Machado com a Rua Doutor José Augusto de Queiroz
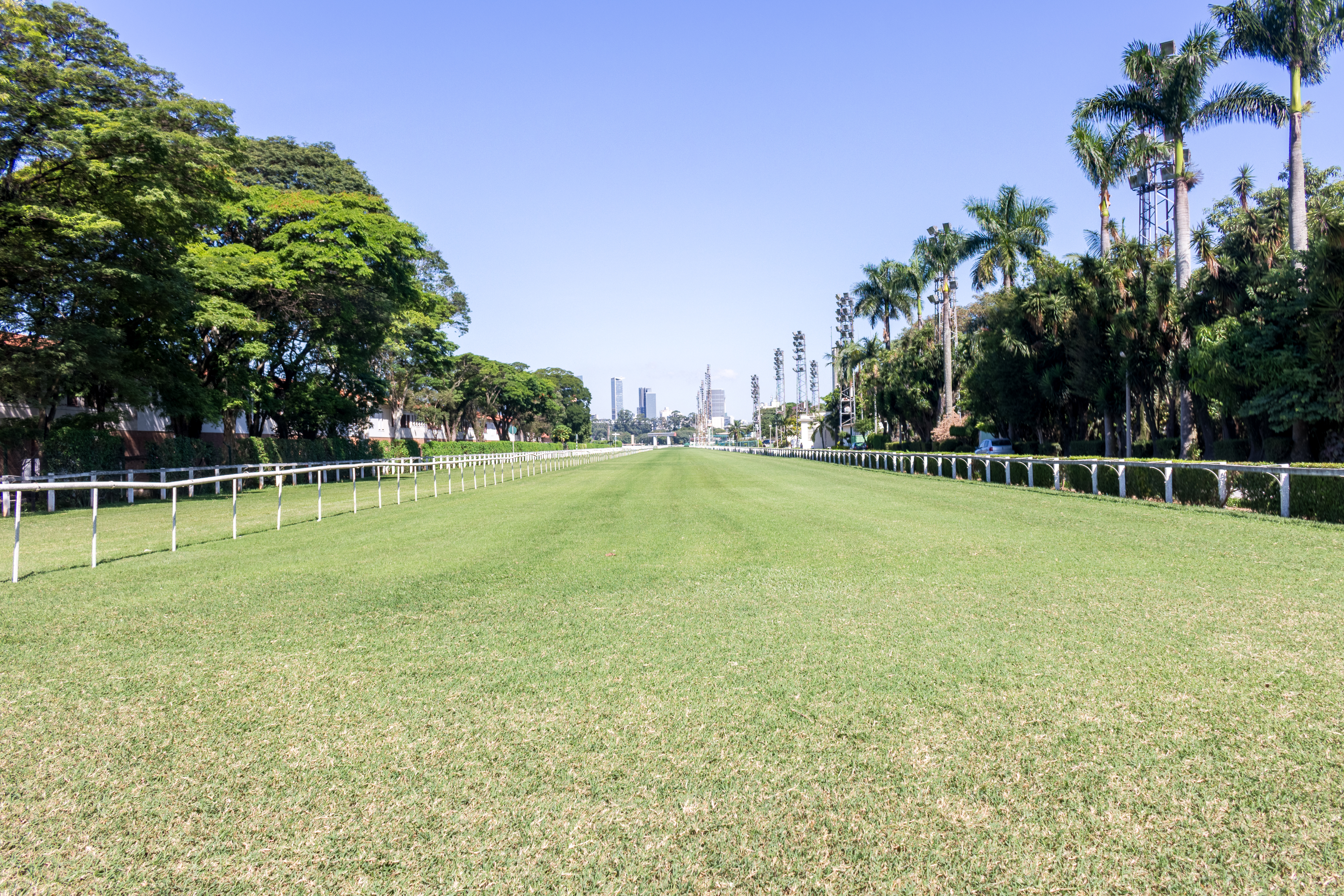
Pista de grama do Jockey Club
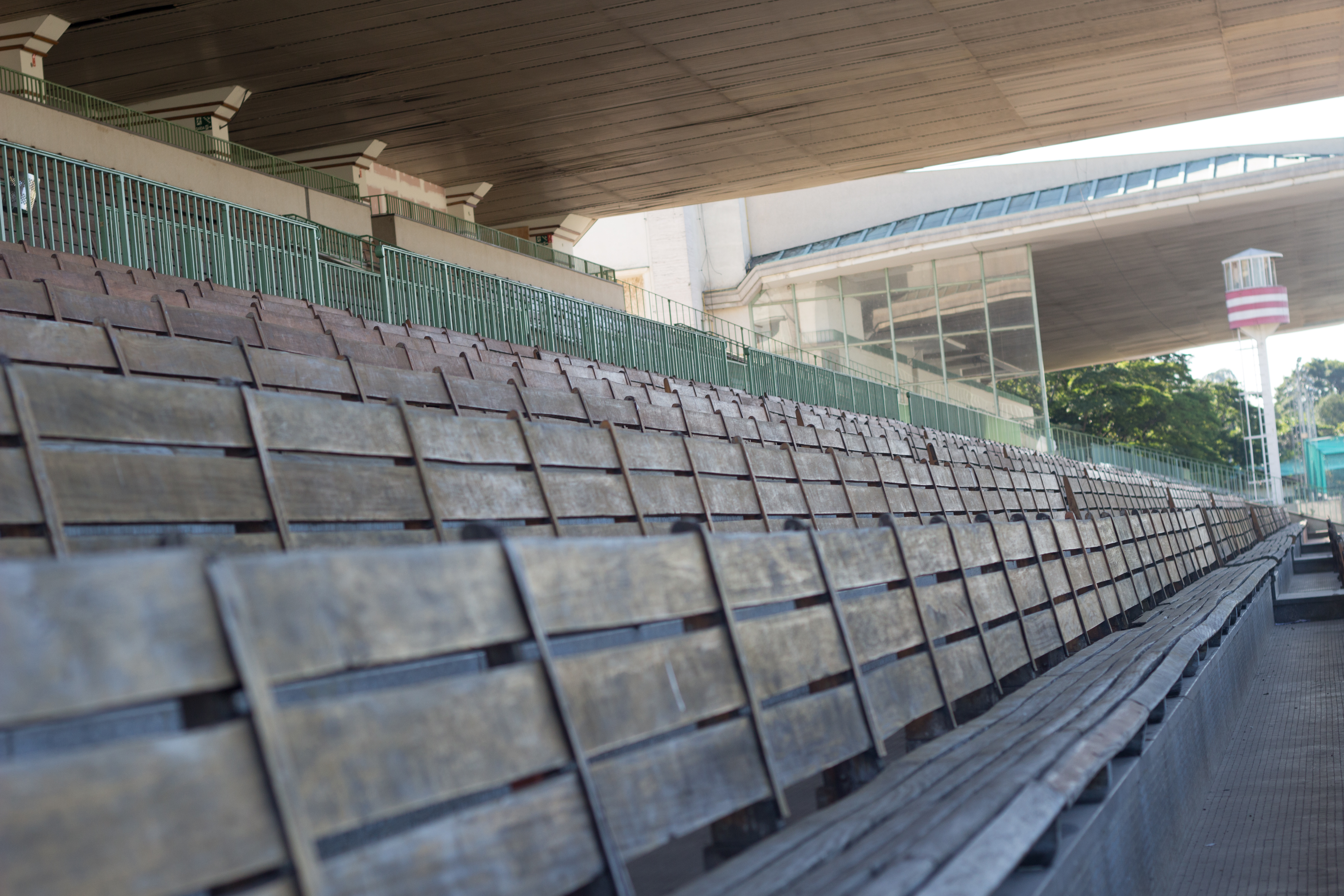
Arquibancada do Jockey Club
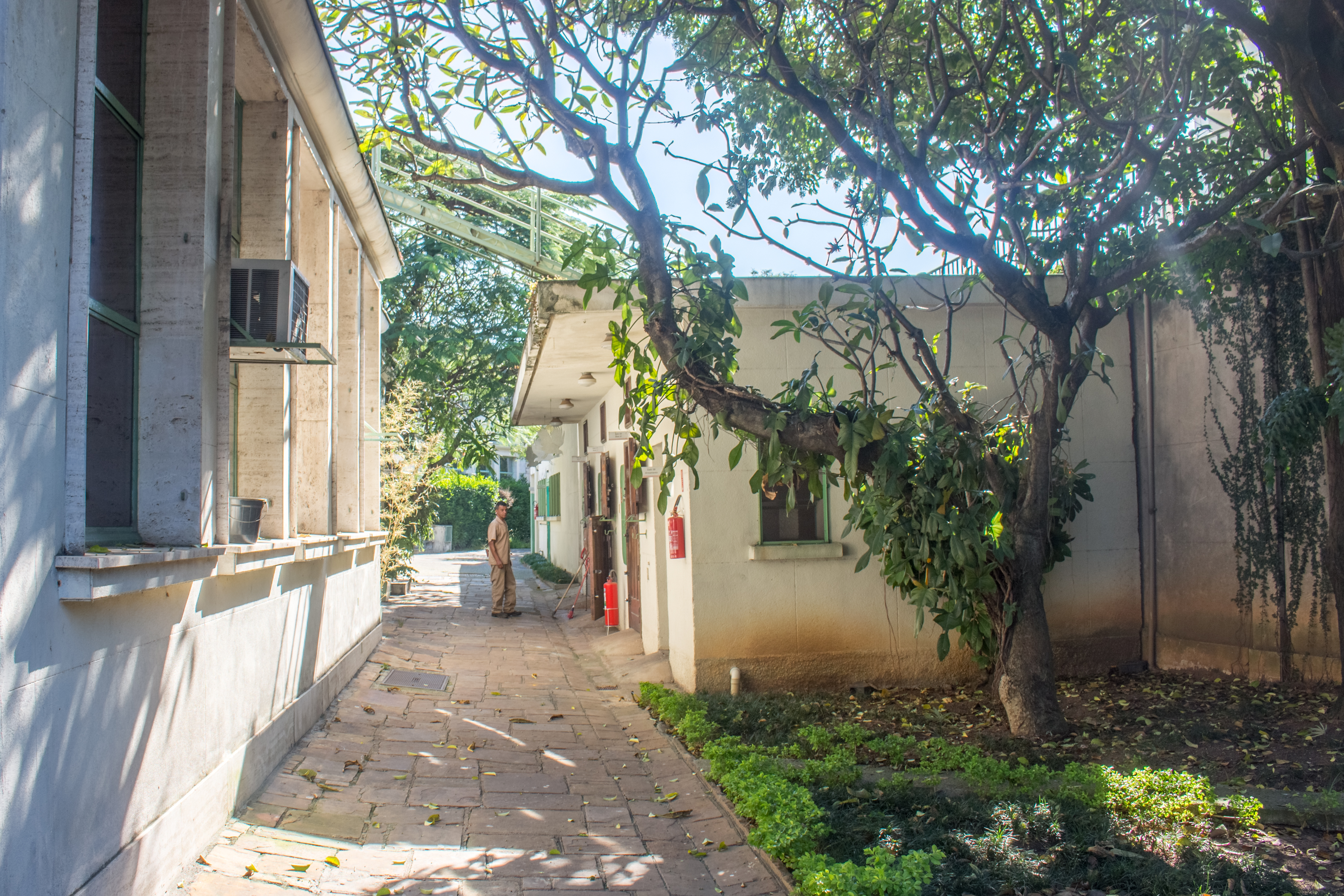
Instalações do Jockey Club
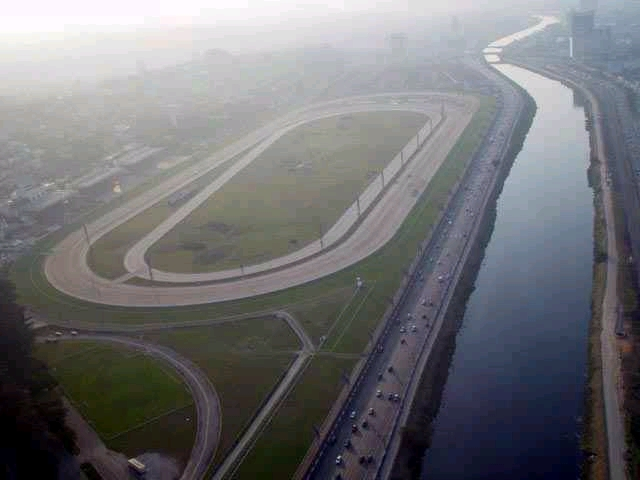
Vista aérea do Jockey Club, com a Marginal Pinheiros ao lado direito da imagem